# Calcinea
Calcinea é uma subclasse de esponjas calcáreas.

## Classificação
- Subclasse Calcinia Bidder, 1898
  - Ordem Clathrinida Hartman, 1958 (inclui Leucettida)
  - Ordem Murrayonida Vacelet, 1981